# .tv
tv. هو نطاق إنترنت من صِنف مستوى النطاقات العُليا في ترميز الدول والمناطق، للمواقع التي تنتمي إلى توفالو، ويستخدم أحيانًا للمحطات التلفزيونية، لأن .tv هو أيضًا اختصار لكلمة Television التي تعني تلفاز، مما يرفع سعره.